# Karnacký královský seznam

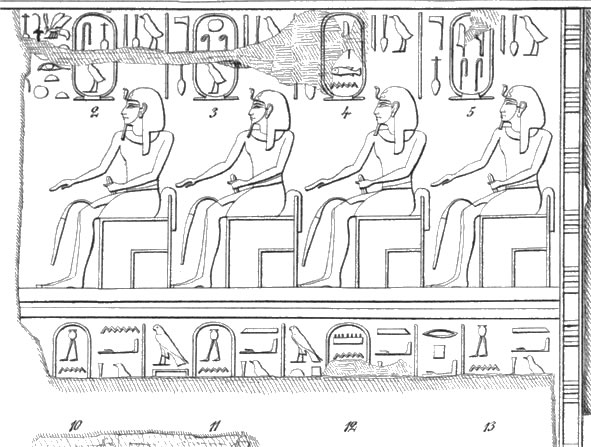
Část Karnackého královského seznamu (podle Lepsia)

Karnacký královský seznam je označení užívané v egyptologii pro jeden z původních dochovaných soupisů jmen staroegyptských panovníků. Vznikl v první polovině samostatné vlády Thutmose III. jako součást výzdoby jeho tzv. Chrámu miliónů let Ach menu v chrámu v Karnaku. Dnes je uložen v muzeu v Louvre v Paříži.
Tak jako většina ostatních zachovaných královských seznamů neměl ani karnacký seznam chronologický, ale kultovní účel – před výběrově zaznamenanými jmény byly v rámci účelu stavby, jímž byly rituály obnovy a oslavy královské moci (viz svátek sed), přinášeny obětiny, takže sloužil k uctívání královských předků. Obsahuje jména a vyobrazení celkem 61 Thutmosových předchůdců, jejichž výběr zjevně nebyl proveden podle mennoferské tradice.
Důležitost seznamu spočívá v tom, že uvádí i jména panovníků První a Druhé přechodné doby, kteří jsou v ostatních seznamech vynecháni.